# Andrew Murray (naturalista)
Andrew Murray ( Edimburgo , 19 de fevereiro de 1812 – Kensington , Londres, 10 de janeiro de 1878 ) foi um naturalista britânico. 

## Biografia
Murray foi advogado em Edimburgo até  1860. De 1860 a 1865 foi secretário da  Sociedade Real de Horticultura. Era um especialista sobre as coníferas. Trabalhou também com os coleopteras, especialmente  sobre as espécies nefastas para as culturas. As suas coleções estão conservadas no  Museu Britânico e uma parte das coleções de zoologia na universidade de  Odessa. 
Foi membro da  Sociedade Linneana de Londres e da  Sociedade Real de Edimburgo.

## Obras
- Botanical expedition to Oregon, 1849-1859
- The Pinetum britannicum, 1863-1884.